# Rafael Cortez
Rafael de Faria Cortez (São Paulo, 25 de octubre de 1976) es un periodista, actor y comediante brasileño. Se graduó en periodismo en la PUC-SP y desde 2008 es un periodista en el programa Custe o Que Custar.
El 15 de julio de 2011, el espectáculo fue el lanzamiento de su CD independiente llamada "Elegia da Alma" ("Elegía del alma", en español).